# Neste du Louron
Cet article concerne la Neste du Louron. Pour l'ensemble des cours d'eau portant le nom de Neste, voir Neste (homonymie).
La Neste du Louron est une  rivière du Sud-Ouest de la France et un sous-affluent de la Garonne par la Neste.

## Hydronymie
Neste est aussi le nom générique de plusieurs de ses affluents comme, plus à l'ouest, gave est celui de nombreux cours d'eau des Pyrénées (affluents des gaves de Pau ou d'Oloron) en Bigorre et Béarn.

## Géographie
La Neste du Louron prend sa source dans les Pyrénées françaises, département des Hautes-Pyrénées, sur les versants du massif de Batchimale commune de Loudenvielle. Sur le versant nord-est du pic Schrader (3 174 m) se forme la Neste de Clarabide (vallon d'Aygues Tortes), tandis que sur les versants nord du pic de l'Abeillé et est du pic de Lustou se forme la Neste de la Pez, les deux Nestes se rejoignant au hameau du Pont du Prat (vallée de la Pez) pour donner la Neste du Louron. Cette dernière rejoint la Neste d'Aure au niveau d'Arreau pour former la Neste.
Elle est longue de 32 km.

### Communes et département traversés
- Hautes-Pyrénées : Adervielle-Pouchergues, Armenteule, Génos, Cazaux-Fréchet-Anéran-Camors, Loudenvielle, Vielle-Louron, Bordères-Louron, Avajan, Estarvielle, Jézeau, Cazaux-Debat, Arreau.

## Principaux affluents
- (D) Ruisseau de Caillauas : 5,2 km
- (D) Ruisseau de Cascarre
- (G) La Neste de La Pez : 4,7 km
- (D) Ruisseau d'Aube : 6,4 km
- (D) Ruisseau de Goutau : 4,6 km
- (D) Ruisseau de Bayet : 4,3 km
- (D) Ruisseau de Poudaque : 4,9 km
- (D) Ruisseau du Barrat
- (D) Ruisseau de Saint-Christau : 5,6 km
- (D) Ruisseau de Lastie : 12 km dans la vallée de Bareilles.

(D) rive droite ; (G) rive gauche.

## Hydrographie
Rivière de montagne, elle est bien alimentée toute l'année grâce à la fonte des neiges.

## Galerie d'images

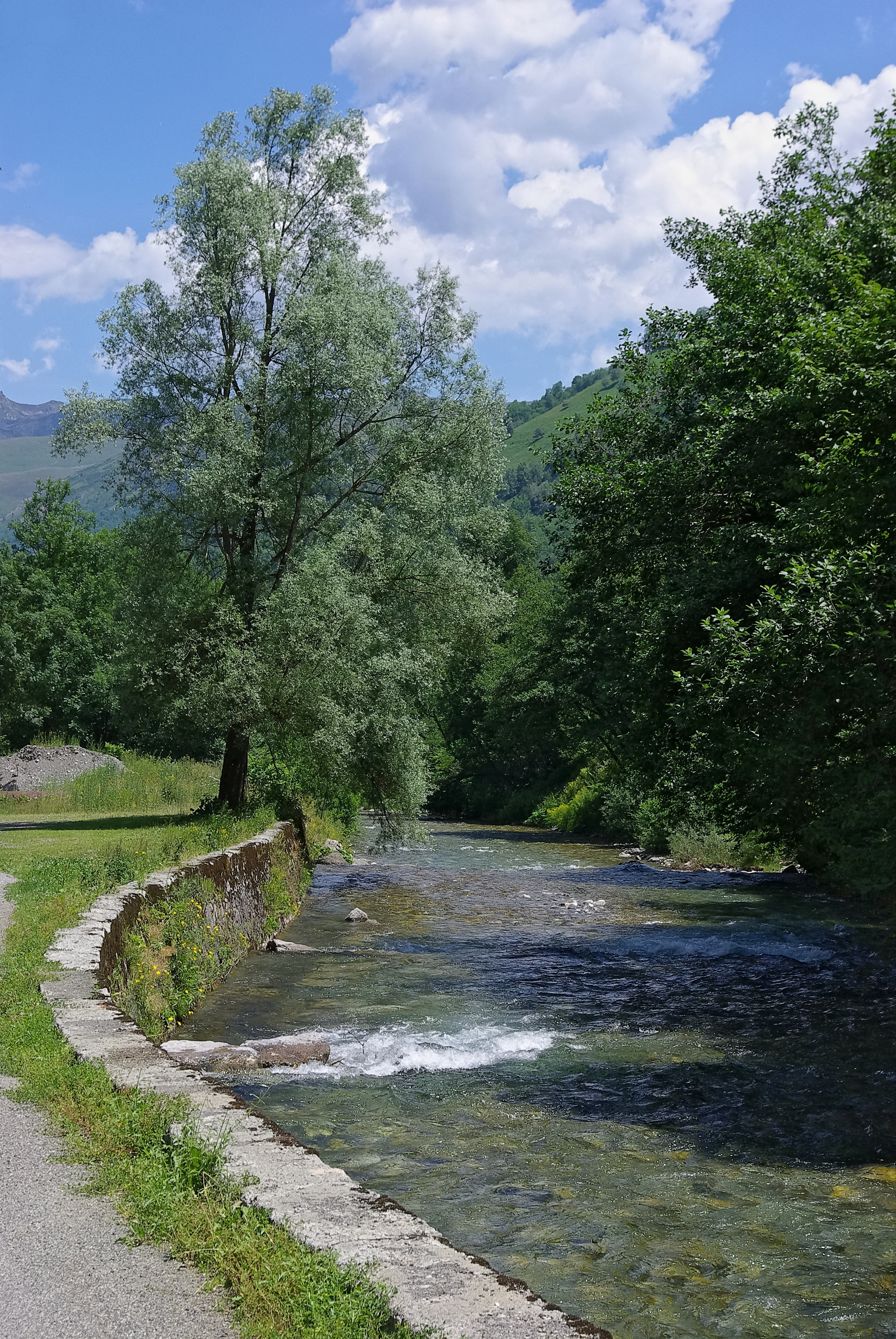
La Neste du Louron près de Loudenvielle.
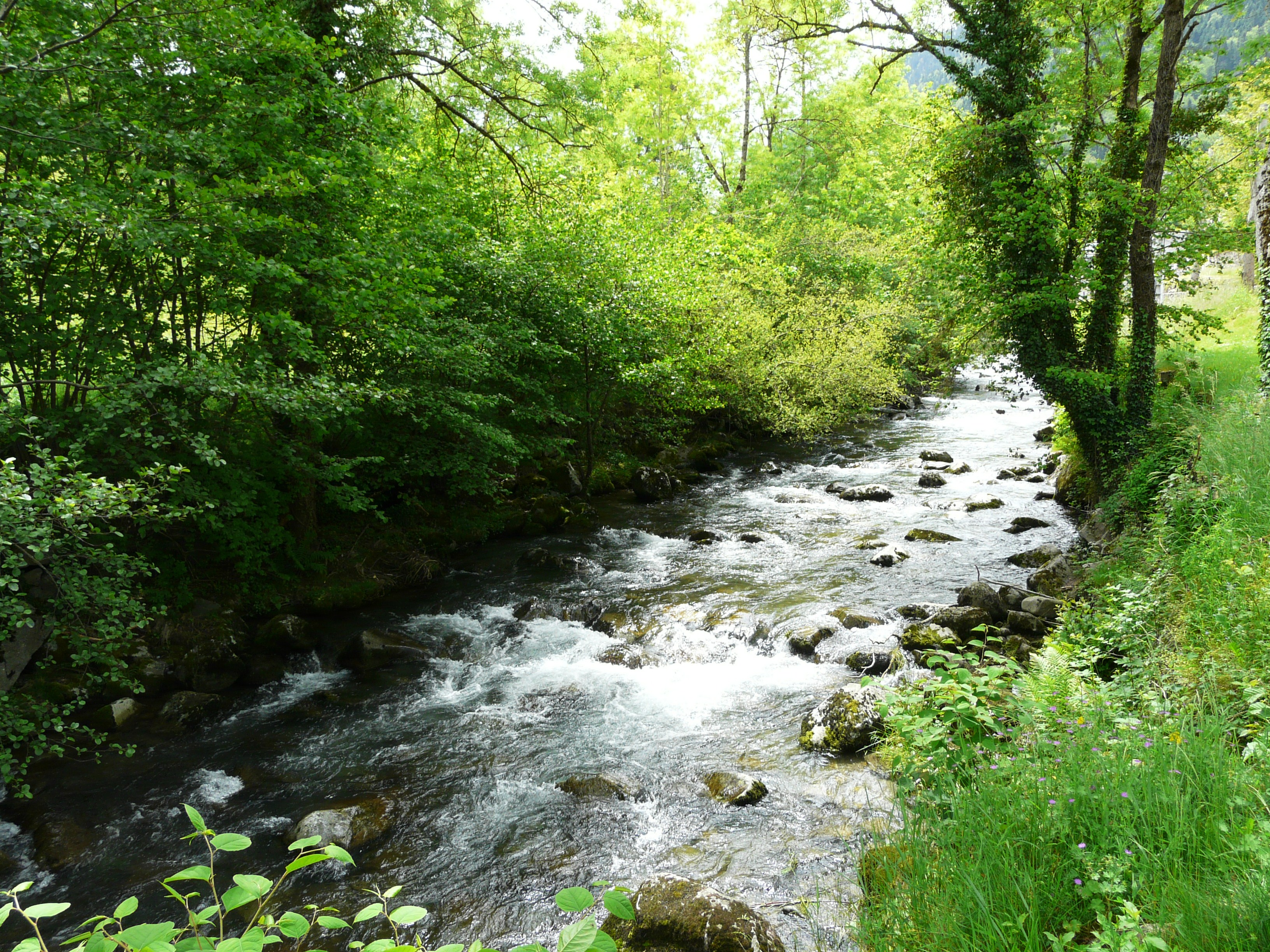
La Neste du Louron à Bordères-Louron.
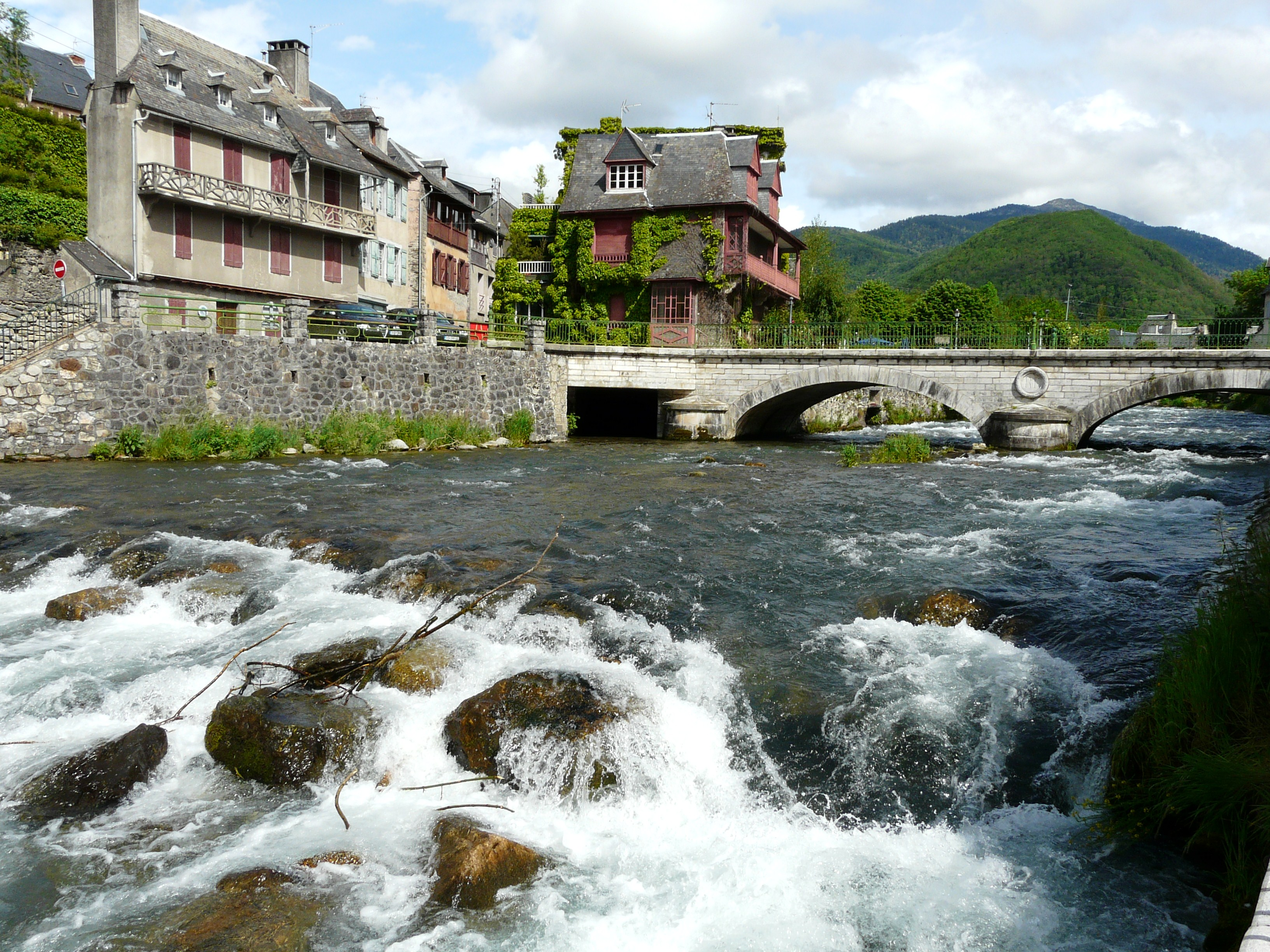
Dans la traversée d'Arreau.
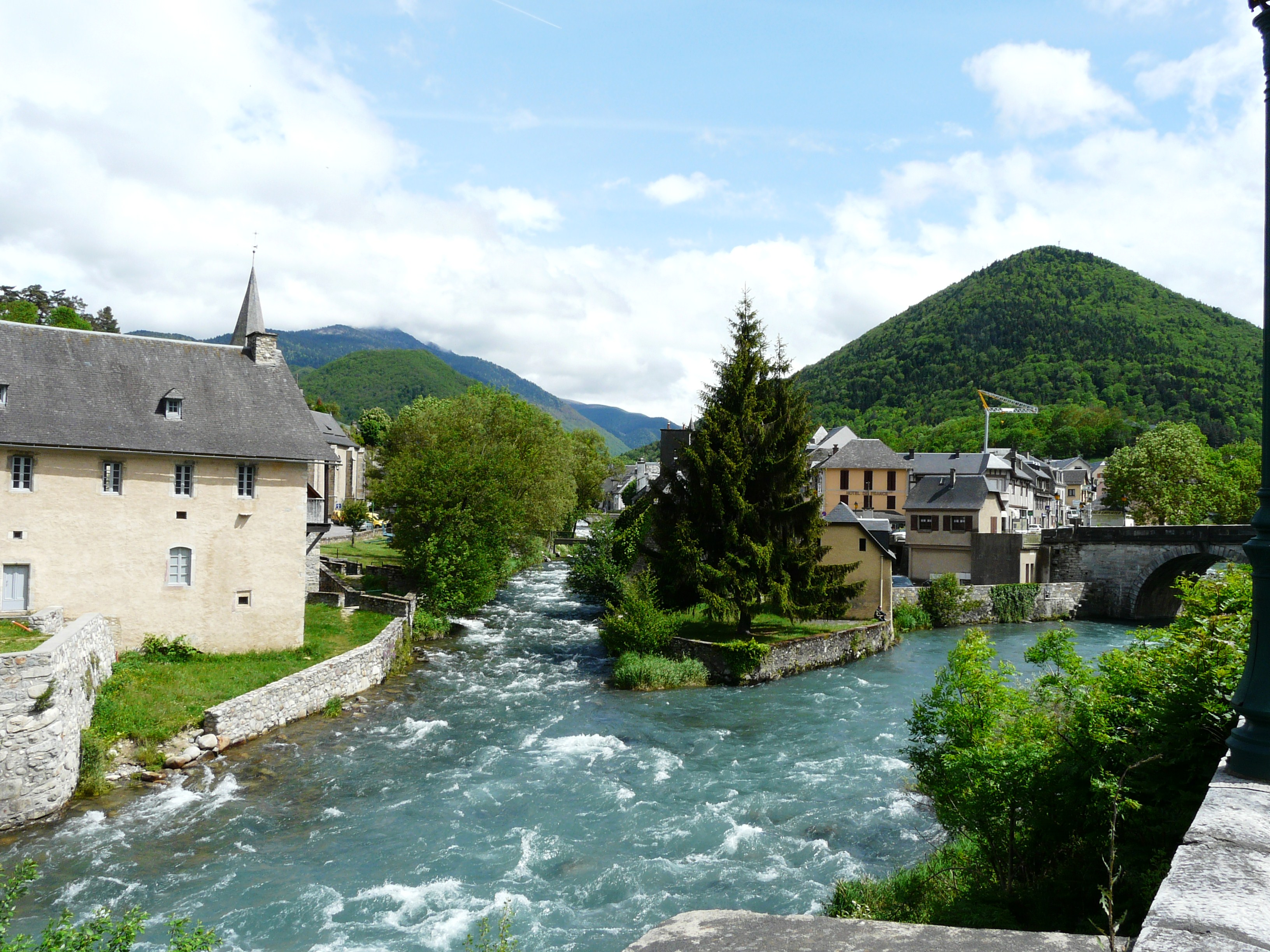
Le confluent avec la Neste d'Aure à Arreau.